# Bonamia boivinii
Espèce
Statut de conservation UICN

 VU B1ab(i,ii,iii,iv,v)+2ab(i,ii,iii,iv,v) : Vulnérable
Bonamia boivinii est une espèce de plantes de la famille des Convolvulaceae, endémique de Madagascar, classée espèce vulnérable par l’Union internationale pour la conservation de la nature.

## Étymologie
L’épithète spécifique boivinii est un hommage au botaniste Louis Hyacinthe Boivin qui a récolté, lors de son voyage dans le Sud-Ouest de l'océan Indien entre 1847 et 1852, le spécimen ayant servi pour la description par Johannes Gottfried Hallier.

## Description
C’est une liane ligneuse glabre, aux feuilles ovales pointues et aux fleurs avec un calice globuleux.

## Répartition

Localisation de la province d’Antsiranana sur la carte de Madagascar.

Bonamia boivinii est endémique du nord de Madagascar, dans la province d’Antsiranana depuis le niveau de la mer jusqu’à 350 mètres d’altitude,. Le spécimen ayant servi à la description de l’espèce a été prélevé sur l’île de Nosy Be, sur les hauteurs semiboisées entre Hell-Ville et le village des arabes.

## Statut de conservation
Bonamia boivinii est classée espèce vulnérable par l’Union internationale pour la conservation de la nature.
L’espèce est menacée par la destruction de son habitat due aux incendies, à l’agriculture, à l’exploitation forestière et l’exploitation minière artisanale.